# Межозёрное городское поселение
Межозёрное городско́е поселе́ние — муниципальное образование в Верхнеуральском районе Челябинской области Российской Федерации.
Административный центр — рабочий посёлок Межозёрный.

## История
Статус и границы городского поселения установлены Законом Челябинской области от 12 июля 2004 года № 247-ЗО «О статусе и границах Верхнеуральского муниципального района, городских и сельских поселений в его составе»

## Население
| 2002  | 2009  | 2010  | 2011  | 2012  | 2013  | 2014  |
| ----- | ----- | ----- | ----- | ----- | ----- | ----- |
| 8282  | ↘8141 | ↘7357 | ↗7367 | ↘7311 | ↘7217 | ↘7164 |
| 2015  | 2016  | 2017  | 2018  | 2019  | 2020  | 2021  |
| ↘7130 | ↘7075 | ↘6976 | ↘6879 | ↘6793 | ↘6695 | ↘6666 |
| 2023  |       |       |       |       |       |       |
| ↘6517 |       |       |       |       |       |       |

## Состав городского поселения
| № | Населённый пункт | Тип населённого пункта                  | Население |
| - | ---------------- | --------------------------------------- | --------- |
| 1 | Межозёрный       | рабочий посёлок, административный центр | ↘6517     |